# Морозовський район
Моро́зовський райо́н (рос. Морозовский район) — район у північній частині Ростовської області Російської Федерації. Адміністративний центр — місто Морозовськ.

## Географія
Район розташований у північно-східній частині області, на кордоні з Волгоградською областю. На півночі межує із Мілютінським районом, на північному сході — із Облівським, на заході — із Тацинським районом, на півдні — із Константиновським та Цимлянським районами, на сході має кордон із Волгоградською областю.

## Історія
Морозовський район був утворений 1924 року складі Морозовського округу Північно-Кававказького краю РРФСР. 1925 року Морозовський округ об'єднано з Шахтинсько-Донецьким округом. Зі скасуванням округів у 1930 році район перебуває безпосередньо у складі Північно-Кавказького краю. У період 1957–1959 років перебував у складі Кам'янської області. 1963 року збільшив площі за рахунок приєднання територій ліквідованих менших районів.

## Населення
Населення району становить 41142 особи (2013; 42404 в 2010).

## Адміністративний поділ
Район адміністративно поділяється на 1 міське та 8 сільських поселень, які об'єднують 1 місто та 54 сільських населених пункти:
| Поселення                              | Площа, км² | Населення, осіб (2010) | Центр                | Населені пункти |
| -------------------------------------- | ---------- | ---------------------- | -------------------- | --------------- |
| Вознесенське сільське поселення        | -          | 1337                   | Вознесенський        | 7               |
| Вільно-Донське сільське поселення      | -          | 1569                   | Вільно-Донська       | 7               |
| Гагарінське сільське поселення         | -          | 1794                   | Морозов              | 6               |
| Грузиновське сільське поселення        | -          | 1538                   | Грузинов             | 3               |
| Знам'янське сільське поселення         | -          | 2443                   | Знам'янка            | 7               |
| Костіно-Бистрянське сільське поселення | -          | 2064                   | Костіно-Бистрянський | 7               |
| Морозовське міське поселення           | -          | 27642                  | Морозовськ           | 1               |
| Парамоновське сільське поселення       | -          | 1866                   | Парамонов            | 4               |
| Широко-Атамановське сільське поселення | -          | 2151                   | Широко-Атамановський | 10              |

### Найбільші населені пункти
| №  | Населений пункт      | Населення, осіб (2010) |
| -- | -------------------- | ---------------------- |
| 1  | Морозовськ           | 27 642                 |
| 2  | Костіно-Бистрянський | 1 112                  |
| 3  | Грузинов             | 975                    |
| 4  | Знам'янка            | 839                    |
| 5  | Морозов              | 830                    |
| 6  | Парамонов            | 813                    |
| 7  | Александров          | 661                    |
| 8  | Ніколаєв             | 630                    |
| 9  | Вознесенський        | 606                    |
| 10 | Вільно-Донська       | 595                    |

## Економіка
Район є сільськогосподарським, де займаються вирощуванням зернових, технічних культур та тваринництвом. Розвивається також переробна промисловість сільськогосподарської продукції та машинобудування.